# أهلا يا دكتور
أهلا يا دكتور هي مسرحية كوميدية مصرية من تمثيل سمير غانم وجورج سيدهم. عرضت لأول مرة عام 1981، تدور احداث المسرحية حول الوسط المهني للأطباء في سنوات الانفتاح الاقتصادي في مصر وتنتقد الظواهر المتعلقة بهذا الوسط.

## القصة
تبدأ المسرحية بمشهد في محطة القطار يودع فيه "نادر" (سمير غانم) صديقه "الزيناتي خليفة" (جورج سيدهم) المُبتعث للصعيد إثر تخرجهما من كلية الطب ويترك "الزيناتي" ل"نادر" ابن الدكتور المعروف توكيل عن عقار ورثه من والدته. المشهد الثاني ينتقل لعيادة الدكتور "نادر" بعد سبع سنوات وعودة "الزيناتي" من الصعيد لتحقيق حلمه في إنشاء مستوصف ليكتشف ان صديقه رهن العقار ليؤسس لعيادته.
الحبكة تقوم على شخصيتين متناقضتين: "نادر" ابن عميد في كلية الطب دخل الكلية ونجح اعتمادا على احترام الناس لأبيه واتخذ من عمله سبيلا للربح السريع والثراء و"الزيناتي" المتأثر بأساتذته وبوعد أبقراط الذي أقسم من خلاله على مساعدة المرضى. يدور معظم الحوار بين الشخصتين الرئيسيتين حول مهمة الأطباء ورسالتهم والظروف الواقعية سواء للبلد أو للأطباء انفسهم.
المسرحية تنتقد وبشكل مباشر انحدار القيم لدى مجتمعات الدول النامية وخصوصا لدى الطبقة المثقفة وتتخذ من التحول الكبير في اخلاقيات ممتهني الطب مثالا. فتعرض عدة مظاهر: استغلال الدكاترة لحاجة الناس بتعقيد الحالة الصحية لرفع قيمة الاستشارة، ارتشاء ممرضي العيادات الخاصة وتحكمهم بالمواعيد وانعدام أخلاقياتهم في التعامل مع المرضى، المحسوبية في الابتعاث للمؤتمرات العلمية، انعدام التاهيل والتجهيز المبدئي للمراكز الطبية في الأرياف والرقابة إلى جانب الكثير من المظاهر الاجتماعية التي أثرت الكوميديا.

## توابع
1. ↑  السينما.كوم :مسرحية أهلاً يا دكتور 1981 - طاقم العمل , فيديوهات , صور , نقد فني - السينما.كوم نسخة محفوظة 21 مارس 2016 على موقع واي باك مشين.